# スペース・ロック
スペース・ロック (Space rock) は、ロック音楽のジャンルの一つ。サイケデリック・ロックに影響を受けたエコーなど反響のかかった幻想的・空間的なサウンドが特徴である。主に1960年代後半から1970年代にかけてイギリスで活躍したホークウインドやゴング、ピンク・フロイド、デヴィッド・ボウイらのミュージシャンの音楽性の一部を指す。彼らは電子オルガンやシンセサイザーなどを用いてインストパートを演奏し、宇宙をテーマとしたSF的な歌詞を歌った。これらを「スペース・ロック」と形容した。後年、スペース・ロックに影響を受けたオルタナティヴ・ロック・バンドは、アンビエント的なサウンドを創出していった。

## 歴史

### 起源 (1960-1970年代)
ピンク・フロイドのデビュー・アルバム『夜明けの口笛吹き』 (原題：The Piper at the Gates of Dawn)はスペース・ロック的な楽曲が収録されている。彼らのセカンド・アルバム『神秘』 (原題：A Saucerful of Secrets)はSFをテーマにした歌詞の世界など、よりスペース･ロック的な性格を強めている。これにデヴィッド・ボウイが続いた。
スペース・ロックの歴史において重要なアルバムの一つとされているのが、1972年12月に行われたホークウインドのライブ演奏を収録した2枚組ライブ・アルバム『スペース・リチュアル （宇宙の祭典）』である。他にもジェネシスのアルバムにもスペース・ロック的な楽曲が含まれている。

### 1980年代以降
1980年代以降、マジック・マッシュルーム・バンド、オズリック・テンタクルズらが、ドラッグの影響も感じさせるスペース・ロック・サウンドを奏でた。また少数のオルタナティヴ・ロックバンドが、スペース・ロックと形容されるようになる。スロウダイヴ、ライド、ザ・ヴァーヴ、マイ・ブラッディ・ヴァレンタイン、フライング・ソーサー・アタック、スペースメン3、スピリチュアライズドなどといった、当時シューゲイザーやドリーム・ポップと表現された音響表現を録音していたバンドがそれにあたる。またアメリカではストーナーロックにカテゴライズされたバンドの一部が、酩酊感を誘う音楽性のためスペース・ロックにカテゴライズされる場合もある。

## 主な楽曲
- 「シルバー・マシーン」 ホークウインド
- 「スペース・オディテイ」 デヴィッド・ボウイ
- 「シー・エミリー・プレイ」 ピンク・フロイド

## 主なアーティスト
- サーティー・セカンズ・トゥ・マーズ
- Acid Mothers Temple
- アモン・デュールII
- エンジェルズ・アンド・エアウェーブズ
- アシュ・ラ・テンペル
- バビロン・ズー
- ブライアン・イーノ
- クラスター
- デヴィッド・ボウイ
- ザ・チャーチ
- コズミック・ジョーカーズ
- フレイミング・ユース
- ゴング
- ホークウインド
- ピンク・フロイド